# Kalmar Knights
Kalmar Knights var en ishockeyförening från Kalmar i Sverige. Klubben bildades 2001 och laget spelade fr.o.m. hösten 2007 i division 3. Hemmaarena var Iffehallen.
Kalmar Knights var bara en del av hockeyn i Kalmar. Ungdomsföreningen heter IF Kalmar Hockey. Ett sammangående diskuteras dock.
Kalmar Knights verksamhet lades våren 2008 ner och togs då över av IF Kalmar Hockey .